# Adalto dos Santos
José Adalto dos Santos (Caruaru, 5 de março de 1968), é um presbítero e político brasileiro. Conseguiu ser reeleito para mais um mandato de deputado estadual de Pernambuco pelo PSB.

## Biografia
O presbitero Adalto Santos vai para seu terceiro mandato na Assembléia Legislativa de Pernambuco. Em sua primeira eleição, em 2010, teve 120.175 votos. Em 2014, disputando pela segunda vez, obteve 158.874 votos. Em 2018, disputou seu candidatura para o terceiro mandato consecutivo e foi reeleito com 60.084 votos.